# Porsche 912
Porsche 912 je německý sportovní automobil firmy Porsche, který se vyráběl od roku 1965 do roku 1969.

## Historie
Tento vůz byl uveden na trh hlavně z finančního důvodu – Porsche 911 bylo společností vnímáno jako velmi luxusní a drahé, a Porsche 356 už bylo velmi staré. Proto přišel do výroby model 912. Jednalo se o vůz s prakticky totožnou karoserií s modelem 911 a motorem z předchůdce 356C. Ze svého předchůdce zdědil také mnoho prvků v interiéru i exteriéru - sedadla, palubní přístroje, řadicí páku, mlhová světla a také hlavní přední světlomety.
Vůz byl velmi dobře přijat jako společností, tak závodníky. Celkově bylo vyrobeno 34 959 kusů a v některých letech se modelu 912 prodalo dokonce více než světoznámého modelu 911. V roce 1968 však začal zájem o tento model pomalu ustávat a tak byl v roce později uveden nový model – Porsche 914.

## Speciální verze

### Porsche 912 Targa
Porsche 912 se také dělalo ve verzi targa, což je polokabriolet s odnímatelnou střechou a ochranným rámem za sedadly. Toto provedení bylo poprvé uvedeno u vozu Porsche 911. Prototyp Porsche 912 Targa byl představen na autosalonu ve Frankfurtu nad Mohanem v roce 1965 a první vozy se začaly vyrábět roku 1966. Celkově bylo vyrobeno 2562 kusů. Jeden z kusů se také může pochlubit tím, že byl vyroben jako stotisící vůz Porsche a byl slavnostně předán německé policii.
Tento model se také vyráběl ve speciální verzi přímo pro německou policii.

### Porsche 912E
Tento model byl vyráběn pouze jeden rok (1976). Firma Porsche ho vyvinula z důvodu, že model 914 se již přestal prodávat a model 924 se ještě prodávat nezačal. Nestal se slavným mimo jiné také z důvodu, že se prodával pouze v USA.
Jednalo se o produkt své doby – USA prožívaly ropný šok a proto byla poptávka po sportovním vozu s menší spotřebou paliva.
Vůz měl hmotnost 1087 kg a dvoulitrový motor o výkonu 66 kW. Průměrná spotřeba byla 8,4 litrů na 100 km. Dosahoval maximální rychlosti 180 km/h. Vyrobeno bylo celkově pouze 2099 kusů.